# Begraafplaats van Onnaing
De Begraafplaats van Onnaing is een gemeentelijke begraafplaats in de Franse gemeente Onnaing in het Noorderdepartement. De begraafplaats ligt aan de Rue Jean Jaurès op ruim 600 m ten oosten van centrum (Église de l'Assomption). Ze werd in 1849 na een epidemie aangelegd en naderhand enkele malen uitgebreid. De begraafplaats heeft aan de straatzijde vier toegangshekken. Er staat een gedenkteken voor de militaire en burgerlijke slachtoffers uit beide wereldoorlogen en andere militaire conflicten waaraan Frankrijk deelnam.

## Britse oorlogsgraven
In het oostelijk deel van de begraafplaats liggen 10 Britse oorlogsgraven met gesneuvelden uit de Eerste Wereldoorlog. De graven zijn van 9 Canadezen en 1 Brit. Hun graven worden onderhouden door de Commonwealth War Graves Commission waar ze geregistreerd staan onder Onnaing Communal Cemetery.
- korporaal D.H. Raymond en de soldaten Garneth Buell en S. Paxton, allen dienend bij het 5th Canadian Mounted Rifles Battalion werden onderscheiden met de Military Medal (MM).